# Phenacolepas osculans
Phenacolepas osculans är en snäckart som först beskrevs av C. B. Adams 1852.  Phenacolepas osculans ingår i släktet Phenacolepas och familjen Phenacolepadidae. Inga underarter finns listade i Catalogue of Life.